# Markus Götz (Moderator)
Markus Götz (* 15. August 1973 in Ehingen (Donau)) ist ein deutscher Sportkommentator und -moderator und ehemaliger Handballspieler.

## Ausbildung
In seiner Kindheit spielte er Fußball, entdeckte dann aber den Handball für sich. Von 1985 bis 1996 war er bei der TSG Ehingen im linken Rückraum aktiv. Dort spielte er vor allem in der Landesliga oder Verbandsliga. Götz verließ 1993 die Schule mit dem Abitur und leistete anschließend Zivildienst in Konstanz. Danach studierte bis 1998 Sport, Geographie und Politik an der Uni Heidelberg.

## Karriere
Ab 1998 war er beim DSF, später Sport1, angestellt, wo er vor allem als Kommentator der Handball-Bundesliga und des DHB-Pokals sowie als Moderator tätig war. Daneben kommentierte er Fußballspiele aus der 2. Bundesliga. Nebenbei schrieb er auf der Website des Senders Kolumnen über den aktuellen Handballsport. Parallel war Götz von 2001 bis 2004 für Premiere und von 2009 bis 2013 für LIGA total! als Fußballreporter im Einsatz. Seit 2014 kommentiert Götz auch Tennisübertragungen bei ran.
Am 4. April 2017 wurde die Sport1-Sportsendung DKB Handballbundesliga (Götz fungierte als Sportkommentator) als beste Sportsendung mit dem Deutschen Sportjournalistenpreis 2017 ausgezeichnet.
Zur Saison 2017/18 wechselte er zu Sky, nachdem der Sender zusätzlich zu den Rechten an der EHF Champions League auch diejenigen für die Handball-Bundesliga erworben hatte. Auch dort war er als Livereporter bei Handball- und Fußballspielen tätig.
Seit dem Saisonstart 2023/24 kommentiert Markus Götz Spiele der Handball-Bundesliga der Männer und Frauen sowie weiterer Handball-Turniere auf Dyn.

## Auszeichnungen
- 2017: Deutscher Sportjournalistenpreis 2017: Beste Sportsendung